# Vizzola Ticino

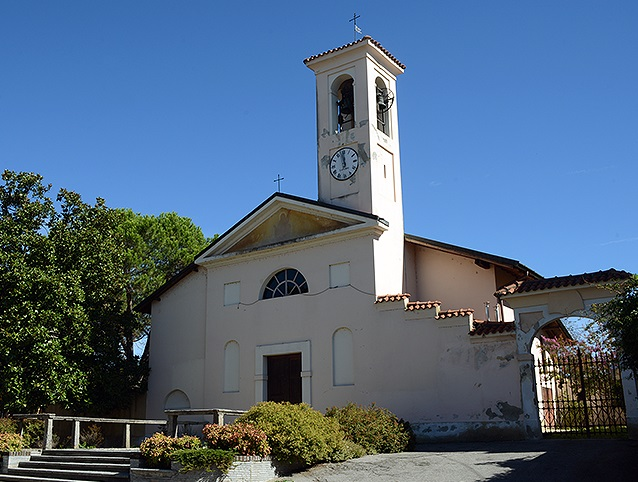
Pfarrkirche San Giulio

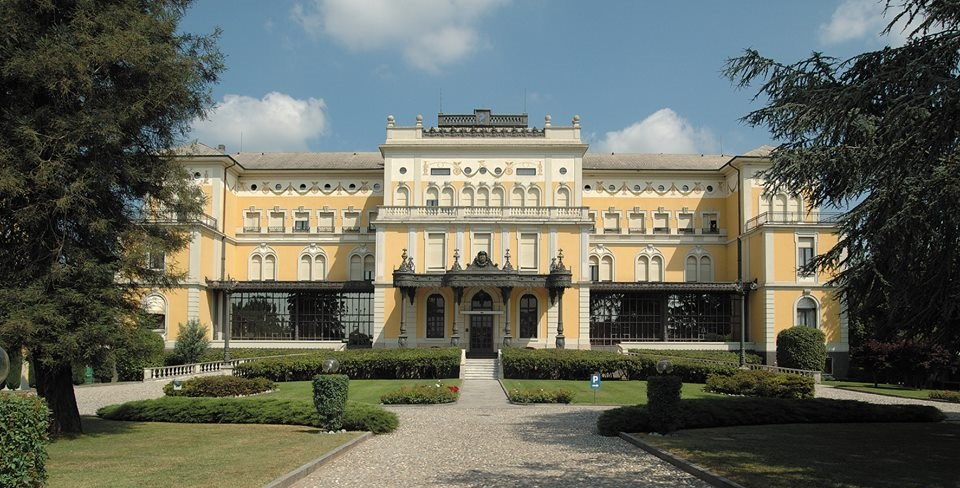
Villa Malpensa

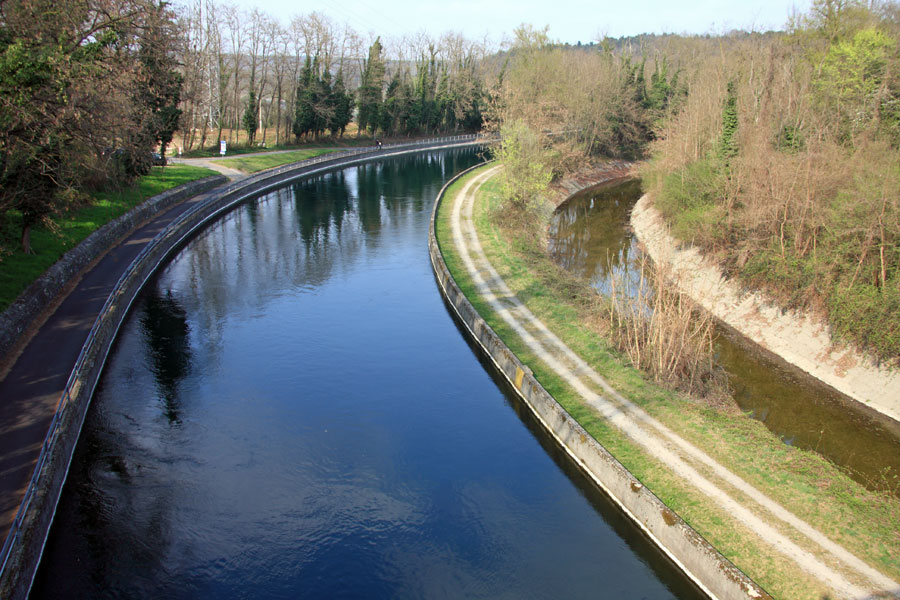
Canale Villoresi

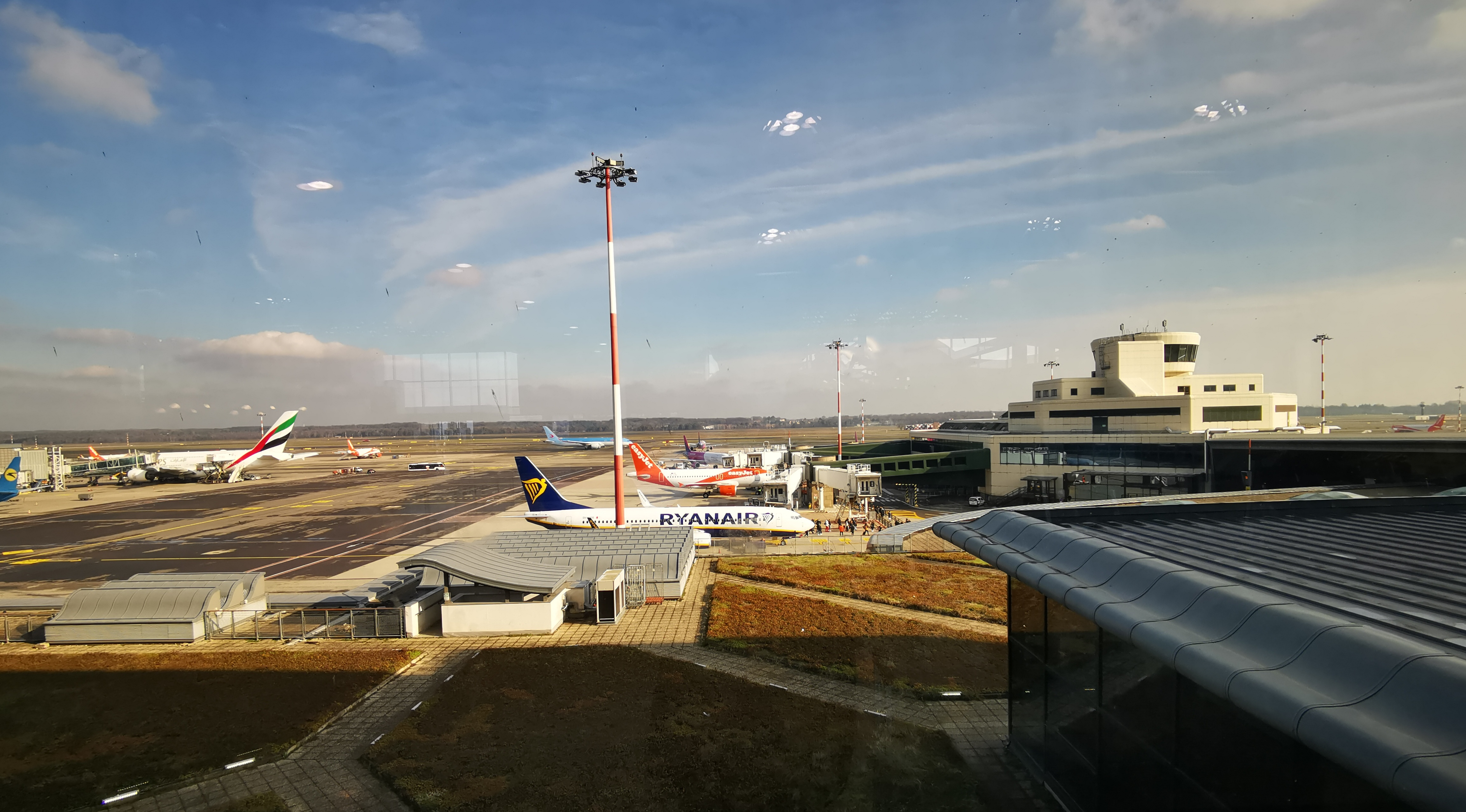
Flughafen Malpensa

Vizzola Ticino ist eine Gemeinde in der Provinz Varese  in der Region Lombardei.

## Geographie
Vizzola Ticino liegt südwestlich der Stadt Varese am Fluss Ticino und bedeckt eine Fläche von 7 km². Zu Vizzola Ticino gehört die Fraktion Castelnovate. Die Nachbargemeinden von Vizzola Ticino sind Ferno, Lonate Pozzolo, Marano Ticino (NO), Oleggio (NO), Pombia (NO) und Somma Lombardo. Die Gemeinde Vizzola Ticino liegt im Zentrum der Varese Ebene, in einer großen natürlichen Kurve des Ticino (Fluss)es entlang des Villoresi-Kanals und befindet sich an der Grenze zur Provinz Novara und in unmittelbarer Nähe des Flughafens Malpensa.
Sie besteht aus den beiden Zentren Vizzola und Castelnovate und ist die kleinste Gemeinde im Tessiner Park.

## Klima
In der Fraktion Castelnovate befindet sich eine Wetterstation, die in Zusammenarbeit mit dem Meteorologischen Zentrum der Lombardei betrieben wird.

## Toponomastik
Der Name Vizzola leitet sich vom dialektalen Wort Vegiola oder Vezzola ab, einer Maßeinheit für den um Bergamo und Piacenza hergestellten Wein.

## Geschichte
Einige Funde aus dem 10. Jahrhundert vor Christus deuten auf das Vorhandensein einer Etruskersiedlung in der Gegend hin, während andere mit Sicherheit die Anwesenheit der Römer bestätigen. Die meisten der gefundenen Gräber stammen aus der Spätzeit der Latènekultur (2. und 1. Jahrhundert vor Christus). Im Mittelalter waren die beiden Zentren Vizzola und Castelnovate Teil der Fehde von Quinzano und wurden von mehreren Familien regiert, darunter die der Familie Visconti von Cislago, die in Caesar Marquis von Cislago ihren wichtigsten lokalen Vertreter hatten. Vizzola blieb bis 1716 bei den Visconti.
Mit der Aktivierung der Gemeinden in der Provinz Mailand, auf der Grundlage der territorialen Aufteilung des Königreichs Lombardo-Venetien (Mitteilung vom 12. Februar 1816), wurde die Gemeinde Vizzola in den Bezirk XVI der Somma aufgenommen.
Vizzola, eine Gemeinde mit einer Vorladung, wurde im Bezirk XVI der Somma durch die spätere territoriale Aufteilung der lombardischen Provinzen bestätigt (Mitteilung vom 1. Juli 1844). Im Jahr 1853 (Anmeldung vom 23. Juni 1853) wurde Vizzola, eine Gemeinde mit einer Generalversammlung und 210 Einwohnern, in den Bezirk XIII der Somma aufgenommen.
Nach der vorübergehenden Vereinigung der lombardischen Provinzen mit dem Königreich Sardinien wurde die Gemeinde Vizzola Ticino mit 220 Einwohnern, die von einem 15-köpfigen Gemeinderat und einem 2-köpfigen Stadtrat verwaltet wurde, auf der Grundlage der durch das Gesetz vom 23. Oktober 1859 festgelegten territorialen Aufteilung in den Bezirk V der Somma, Bezirk IV des Gallarate, Provinz Mailand, eingegliedert. Bei der Gründung des Königreichs Italien im Jahr 1861 hatte die Gemeinde 276 Einwohner (Volkszählung 1861). Bis 1863 behielt die Gemeinde den Namen Vizzola, danach nahm sie den Namen Vizzola Ticino an (Königlicher Erlass Nr. 1425 vom 26. Juli 1863). Nach dem Gesetz über die Gemeindeorganisation von 1865 wurde die Gemeinde von einem Bürgermeister, einer Junta und einem Rat verwaltet. Im Jahr 1867 wurde die Gemeinde in das gleiche Mandamento, Circondario und Provinz (Circoscrizione amministrativa 1867) aufgenommen.
Im Jahr 1869 wurde die aufgelöste Gemeinde Castelnovate mit der Gemeinde Vizzola Ticino zusammengelegt (Königlicher Erlass Nr. 4947 vom 28. Februar 1869).
Im Jahr 1924 wurde die Gemeinde in den Bezirk Gallarate der Provinz Mailand eingegliedert. Nach der Gemeindereform von 1926 wurde die Gemeinde von einem Podestà verwaltet. Im Jahr 1927 wurde die Gemeinde der Provinz Varese zugeschlagen. Nach der Gemeindereform von 1946 wurde die Gemeinde Vizzola Ticino von einem Bürgermeister, einer Junta und einem Gemeinderat verwaltet. Im Jahr 1971 hatte die Gemeinde Vizzola Ticino eine Fläche von 791 Hektar.

## Bevölkerung
| Bevölkerungsentwicklung | Bevölkerungsentwicklung | Bevölkerungsentwicklung | Bevölkerungsentwicklung | Bevölkerungsentwicklung | Bevölkerungsentwicklung | Bevölkerungsentwicklung | Bevölkerungsentwicklung | Bevölkerungsentwicklung | Bevölkerungsentwicklung | Bevölkerungsentwicklung | Bevölkerungsentwicklung | Bevölkerungsentwicklung | Bevölkerungsentwicklung | Bevölkerungsentwicklung | Bevölkerungsentwicklung |
| ----------------------- | ----------------------- | ----------------------- | ----------------------- | ----------------------- | ----------------------- | ----------------------- | ----------------------- | ----------------------- | ----------------------- | ----------------------- | ----------------------- | ----------------------- | ----------------------- | ----------------------- | ----------------------- |
| Jahr                    | 1751                    | 1805                    | 1853                    | 1871                    | 1881                    | 1901                    | 1921                    | 1951                    | 1971                    | 1991                    | 2001                    | 2011                    | 2017                    | 2021                    |                         |
| Einwohner               | 120                     | 132                     | *210                    | 442                     | 345                     | 469                     | 472                     | 529                     | 451                     | 423                     | 428                     | 576                     | 577                     | 566                     |                         |

- 1809 Fusion mit Castelnovate
- 1811 Fusion mit Somma Lombardo

## Sehenswürdigkeiten
- Pfarrkirche San Giulio: sie wurde 1579 auf einem bereits bestehenden Gebäude älteren Ursprungs wieder aufgebaut (auch im Liber Sanctorum Mediolanensis von Goffredo da Bussero im 13. Jahrhundert erwähnt) und 1674 und gegen Ende des 18. Jahrhunderts erstmals erweitert.
- Schloss in Castelnovate gelegen (heute nur noch in Ruinen sichtbar), es ist wahrscheinlich frühmittelalterlichen Ursprungs, vielleicht auf den Ruinen eines spätantiken römischen Castrums. Die wenigen Überreste, zwischen der Stadt und dem Ticino (Fluss), sind von Vegetation überwachsen.
- Villa Della Croce Caproni, sie wurde von der Familie Della Croce im neoklassischen Stil gebaut und in den 1920er Jahren von der Familie Caproni gekauft. Bemerkenswert sind die drei Bögen der Mittelfassade, die von einem dreieckigen Tympanon und dem schmiedeeisernen Tor, das im 18. Jahrhundert als Verflechtung von Zweigen und Blättern geformt wurde, eingerahmt werden.
- Villa Caproni (heute Villa Malpensa) wurde 1920 von Graf Giovanni Battista Caproni als seine Residenz in der Nähe der Flugplätze erbaut, wo er seine Übungen durchführte. Das Gebäude, das sich durch eine imposante Fassade mit einer „E“-Struktur auszeichnet, erhebt sich über drei Etagen und ist im oberen Teil mit Stuck und Malereien verziert.